# 玛丽·科里登
玛丽·科里登（英語：Marie Corridon，1930年2月5日—2010年5月26日），美国女子游泳运动员。她曾代表美国参加1948年夏季奥林匹克运动会游泳比赛，获得女子4×100米自由泳接力金牌。